# Monterol
Monterol is een plaats in de gemeente Umag in de Kroatische provincie Istrië. De plaats telt 19 inwoners (2001).